# Zelin Cai
Zelin Cai (蔡 泽林, 11) és un atleta xinès especialitzat en marxa atlètica.
Cai va aconseguir la medalla de plata en la Copa del Món de Marxa Atlètica en tres ocasions: en 2010, a la ciutat mexicana de Chihuahua, en 2012 a la ciutat xinesa de Taicang i el 2016 a Roma.
Altres participacions destacades a nivell internacional han estat el segon lloc aconseguit al Campionat Mundial Junior d'Atletisme de 2010, celebrat en Moncton i la cambra als Jocs Olímpics de Londres 2012, la qual cosa li va valer un diploma olímpic.

## Millors marques personals
| Millors marques personals | Millors marques personals | Millors marques personals | Millors marques personals |
| Distància                 | Temps                     | Lloc                      | Data                      |
| ------------------------- | ------------------------- | ------------------------- | ------------------------- |
| 10.000 m.                 | 38:59.98                  | Tianjin, R.P. de la Xina  | 16 de setembre de 2012    |
| 10 km.                    | 39:06                     | Pequín, R.P. de la Xina   | 18 de setembre de 2010    |
| 20 km.                    | 1h:18:47                  | Taicang, R.P. de la Xina  | 30 de març de 2012        |
| PC - Pista Coberta        |                           |                           |                           |